# Feronia słoniowa
Feronia słoniowa

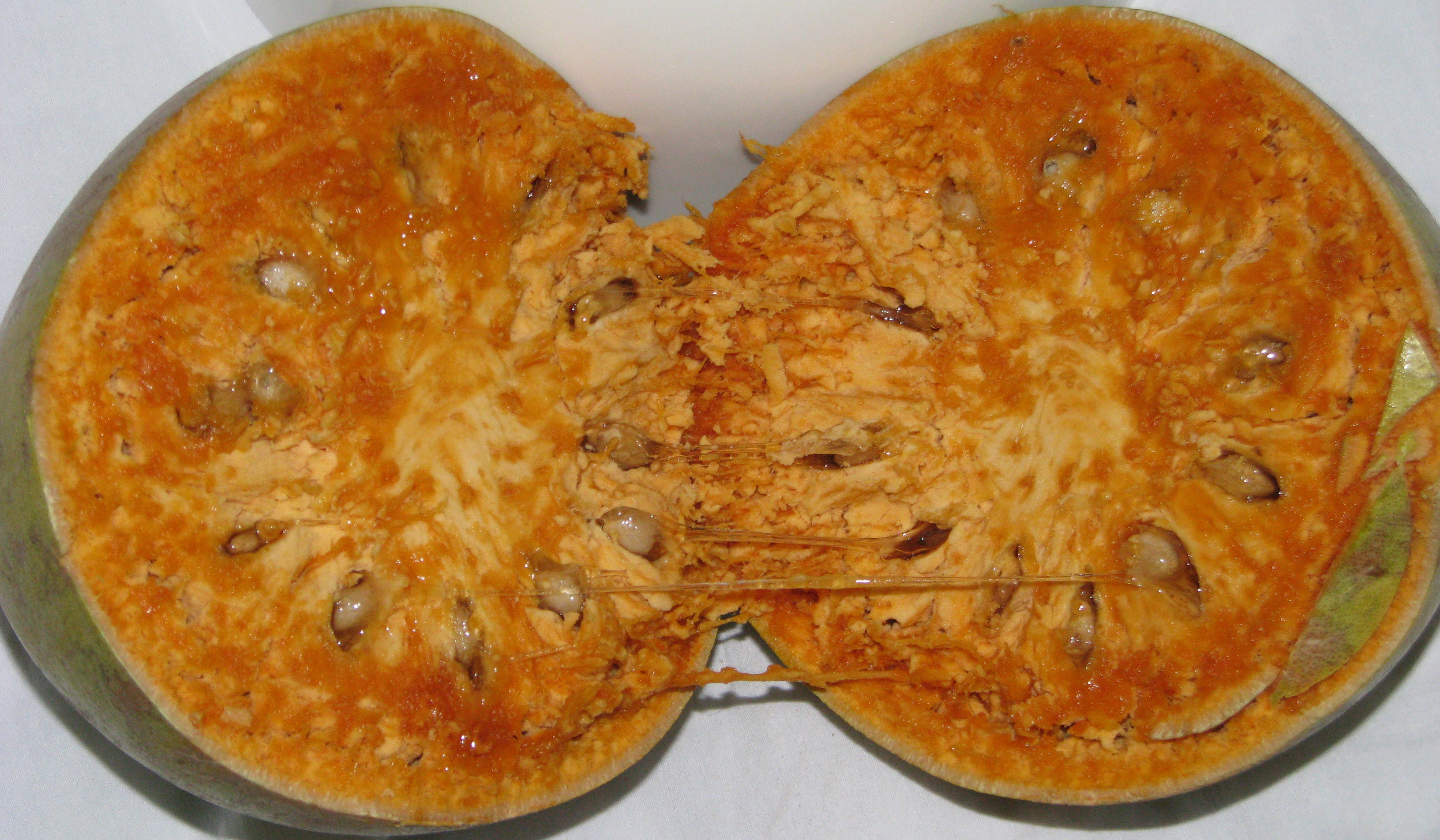
Otwarty owoc

(Limonia acidissima L.) – gatunek drzewa z rodziny rutowatych. Jedyny gatunek z monotypowego rodzaju feronia (Limonia). Pochodzi z Azji południowej i południowo-wschodniej. Strefy mrozoodporności: 9-11.

## Morfologia
PokrójDrzewo osiągające do 12 m wysokości. Pień jasnopopielaty, pokryty cierniami o długości do 7 cm.
LiściePierzaste, listki skórzaste, po roztarciu wydzielają silny anyżkowy zapach.
KwiatyCzerwonawe, w luźnych wiechach
OwoceDuże jagody, z grubą bardzo twardą łupiną, stąd zwyczajowa nazwa angielska Wood Apple. Miąższ czerwony do brązowego, o konsystencji twarogu, słodko-kwaśny i aromatyczny, zawiera wiele nasion.

## Zastosowanie
- Gatunek sadzony jest powszechnie w tropikach jako drzewo owocowe. Miąższ spożywany jest bezpośrednio łyżeczką, lub dodawany do lassi lub deserów.
- W porze deszczowej nacina się korę w celu pozyskania żywicy zastępującej gumę arabską, wykorzystywanej do produkcji klejów i farb.
- Z cenionego drewna wykonuje się tradycyjne ozdoby i inne przedmioty.
- Z korzeni wytwarza się maść będącą skutecznym środkiem przeciw komarom[6], jednak u niektórych osób oleje cytrusowe wywołują reakcje fotochemiczne i długotrwałe przebarwienia skórne[5].